# 萹蓄
萹蓄（学名：Polygonum aviculare），又名𦺇（音同“毒”），为蓼科萹蓄属下的一种一年生草本植物，高10—40 cm（3.9—15.7英寸），原产于北半球温带地区，后来也引入南半球。它可以入中药，《神农本草经》记载它“味苦，平”。

## 亚种
其亚种包括：
- Polygonum aviculare subsp. aviculare – 分布极广
- Polygonum aviculare subsp. boreale (Lange) Karlsson – 北欧
- Polygonum aviculare subsp. buxiforme (Small) Costea & Tardif – 北美
- Polygonum aviculare subsp. depressum (Meisn.) Arcang. – 欧洲和北美
- Polygonum aviculare var. fusco-ochreatum (Kom.) A.J.Li – 中国东北、俄罗斯远东
- Polygonum aviculare subsp. neglectum (Besser) Arcangeli –欧洲和北美
- Polygonum aviculare subsp. rurivagum (Jord. ex Boreau) Berher  – 欧洲和北美

## 延伸阅读
[在维基数据编辑]
 《欽定古今圖書集成·博物彙編·草木典·萹蓄部》，出自陈梦雷《古今圖書集成》
 《植物名實圖考·萹蓄》，出自吳其濬《植物名實圖考》

## 外部連結
- 萹蓄 Bianxu （页面存档备份，存于） 藥用植物圖像數據庫 (香港浸會大學中醫藥學院) （中文）（英文）
- 萹蓄 Bian Xu （页面存档备份，存于） 中藥標本數據庫 (香港浸會大學中醫藥學院) （繁體中文）（英文）

## 扩展阅读
維基物種上的相關：萹蓄